# Kenyon (Minnesota)
Pour les articles homonymes, voir Kenyon.
Kenyon est une ville américaine située dans le Comté de Goodhue, dans le Minnesota. Selon le recensement de 2010, sa population est de 1 815 habitants.